# Freddy Valeriani
Freddy Valeriani es un bajista, compositor y productor argentino. Inició su carrera profesional en 1989. Desde entonces integró diversas bandas: La Volpini Band, Atendin Debauler, Manuel Wirzt, Vane Mihanovich, Fena Della Maggiora, Javier Calamaro, La García López, Mane de la Parra, Ely Guerra, etc.
Grabó con músicos como Víctor Skorupsky, Ricardo Jelicie, Charly García, Carlos García López, Víctor Alonso, Luis Cardoso, Pablo Rodríguez, Guillermo Arrom, Luis Conte, o César Silva.
Paralelamente compuso música para obras de teatro, cine y publicitaria.
Es docente de bajo eléctrico, informática musical y producción musical.

## Biografía
Nació el 12 de noviembre en Haedo, provincia de Buenos Aires. A los diez años de edad se inicia en la música tomando clases de guitarra. Su primer instrumento fue una guitarra acústica. A los 15 años se muda junto a su familia a Indonesia y es allí donde comienza a explorar los sonidos del bajo eléctrico y más adelante notaremos las influencias hindúes en su primer álbum solista. Regresa a la Argentina a los 17 años y se aboca al estudio del bajo. Toma clases con Marcelo Torres y se perfecciona en armonía con Carlos Madariaga.
En 1987 arma su primera banda Alambique junto a sus amigos del barrio: Marcos Bruno en guitarra y Marcelo Ciuglarelli en batería. Alambique fue una suerte de jazz rock... O eso intentaban en aquellos jóvenes e inexpertos años.
En 1988 forma Funk Lactal junto a Marcelo Valente en guitarra y Pablo Galak en saxo. Con esta propuesta de jazz pop recorren todo el país presentándose en diferentes festivales y discotecas. En el repertorio incluían temas de George Benson, Miles Davis y David Sanvern. La formación de la banda cambia en 1990, cuando emigran a España el guitarrista y el saxofonista, y se incorporan Federico Dantoni y Juan Pablo Mansur quienes acompañan a Freddy Valeriani con esta propuesta hasta 1991. Funk Lactal tiene un excelente acogimiento en Puerto Madryn, lugar donde suenan en vivo frecuentemente.
Llega a Fena y Los Gómez en 1989. Un grupo funk apadrinado por Charly García. Integraban la banda: Fena Della Maggiora en voz, guitarra y percusión. La Massa en guitarra, Freddy Valeriani en bajo, Federico "Uña" Vilas en teclado, Pablo Della Maggiora en batería, Pablo Rodríguez en saxo, Richard Nant en trompeta.
Con Fena y Los Gómez recorren los escenarios de Buenos Aires, son teloneros de Charly García y se presentan en algunos de los programas televisivos más exitosos de la época.
El mismo año se incorpora a La Volpini Band, una prestigiosa e histórica banda argentina de Jazz/Fusión/Funk con la que gira por todo el país y acompaña a diversos artistas en programas televisivos como Badía & Cia y Ritmo de la Noche.
En 1991 se incorpora al grupo de jazz fusión El Guetto. En 1992 se integra a la banda de Manuel Wirzt, a quien acompaña en vivo hasta 1996 y es convocado para sumar su bajo a La Bolsa, una agrupación blusera integrada por Ricardo Jelicie en voz. Orlando Artusso, Gustavo Infantino, Javier García y René Rossano en guitarras. Freddy Valeriani en bajo. Segio Urtubey en batería. Víctor Alonso y Pollo Raffo en teclados. Sergio Merce, Cristian Merce y Fernando Bonavita en vientos. 
En 1994 graba los bajos eléctricos para el álbum "Magia" de Manuel Wirtz. En 1995 toca con La Haedo Funky System, una banda Instrumental de Jazz Funk. Estaba formada por Francisco Martínez en trompeta y fluguer; Pablo Della Maggiora en batería, Luis Cardoso en guitarra, Víctor Alonso en teclado y Freddy Valeriani en bajo.
El mismo año arma "La Podrida", junto al Indio Márquez en guitarra y Daniel "Zurdo" Alaguibe en batería, una propuesta funk rock con la que salen a tocar por los pubs temáticos de Buenos Aires.
Se incorpora a Atendin de Bauler en 1996, una banda de pop funk cínico que suena con fuerza y prolijidad, mientras cantan temas de carácter netamente humorísticos. La propuesta está sustentada por una fuerte base musical. En el repertorio de la banda se encuentran temas como una versión en rabioso funk de Los ejes de mi carreta de Atahualpa Yupanqui. La orquesta estaba integrada por músicos profesionales sesionistas: Juan Pablo Compaired en saxo barítono y voz, "Látigo" Díaz y "Tropical" Veglio en trompeta, Pablo Rodríguez y Damián Fogiel en saxo alto, Gustavo Cámara en saxo tenor, Luis Cardoso en guitarra, Diego Ortells en teclados, Freddy Valeriani en bajo y Fernando Martínez en batería. 
Realiza la música original de la obra teatral Los Caballeros De Aristofanes dirigida por Lía Jelín, también en 1996.
En 1997 edita su primer álbum solista "Freddy Valeriani". En su disco homónimo experimenta con la fusión funk. Entre los temas del CD destacan: Gente Concreta, Shhh!, Allá bajo, Indonesia y Hospedaje clase C. En la mayoría de ellos el bajo lleva la melodía, a veces solo y otras secundado por caños.
En la grabación participaron: Facundo Guevara (percusión), Daniel "Zurdo" Alaguibe (loop de voces), Víctor Skorupsky (Saxo), Pablo Compaired (Saxo), Gustavo Camara (Saxo), Pablo Saclis (Teclados), Fernando Martínez (Batería) y Orlando Artuso (Guitarra). La placa fue distribuida por Hotwire Records.
El mismo año forma La Flama, una banda de rock alternativo, junto a Bruno Puriceli en voz, Coyote Damiani en guitarra y Alejandro López en batería. 
Se inicia en la música publicitaria para T.V. realizando el jingle para la campaña de lanzamiento de una de las principales prestadoras de servicios de internet en Argentina. Actividad que sigue desarrollando hasta la fecha desde su propio estudio.
En 1998 Se integra a la banda estable que acompaña a Javier Calamaro en vivo hasta el 2000, año en que se muda a México. Participa en el disco Bass Talk VI en 1999, con su tema "What's the point", compilado por Hotwire Records Alemania, Colección de bajistas de todo el mundo. Ese mismo año graba bajos eléctricos para el álbum "Paralelismo" de La Volpini Band. Es columnista de la revista Music Expert. Y emprende un nuevo proyecto musical junto a Ricardo Jelicie. Componen temas de base funk y melodías blues.
Se incorporan a la banda La Masa, Víctor Alonso y en ocasiones también se suma Jorge Araujo. Más tarde llegarían a la banda Luis Cardozo y Guillermo Cardozo. Comienzan a ensayar y grabar en el estudio que Freddy Valeriani tenía en su casa. El proyecto no pudo concretarse y el álbum nunca se editó debido al fallecimiento de Ricardo Jelicie el 14 de agosto de 2000. De esta agrupación quedó un demo grabado y mezclado por Freddy Valeriani.
Luego de este infortunado episodio Freddy Valeriani se muda a México en el año 2000, país en el que trabaja como productor musical asociado de varios estudios y realizando música publicitaria para prestigiosas marcas.
Produce artísticamente, graba bajos y pícolos en el CD del libro "Funk Grooves - Workshop for Bass", material de estudio de Berklee College of Music de Boston, editado por Advance Music.
En 2001 llega su segundo álbum solista "Moovies", en el que ejecuta y programa todos los instrumentos. En este disco combina sonidos de jazz , funk, computadoras, samples, y sintetizadores. Freddy Valeriani realizó este disco en tributo a su amigo Ricardo Jelicie. A quien inmortalizó con el sampleo de su voz. También interviene Víctor Alonso en el solo de piano del tema No one understands the concept. Fue editado por Global Entretainmant México. Participa del CD compilado editado por la radio FM Horizonte (México).
Participa del CD compilado de la edición N.º 30 de la revista Bassics (USA), junto a artistas como John Paul Jones, Jimmy Haslip, etc. En el año 2002.
En 2004 realiza la música incidental y el tema principal de la película Fantasías de Universal Pictures México. Ese mismo año se incorpora a La García López con quienes se presenta en diversos escenarios mexicanos.
Realiza, produce, graba y mezcla Políticamente incorrecto, su tercer álbum solista en 2005. En este disco continúa explorando el funk, la fusión, texturas ambientales y música electrónica. También participan Alejandro Labandera (Guitarras), Roberto Rodino (Batería), Luis Natch (Saxo), Isabelle Malchioni (loops de voces) y Víctor Alonso (sintetizador). La placa fue promocionada en Europa por CSMPRO (Suiza) y distribuido por “European Bassday”. En Argentina por "Ultrapop".
Regresa a Argentina para producir y grabar junto a La García López en los míticos estudios "Panda" el álbum "Números rojos". Cabe destacar la presencia de Charly García en teclados y voz en los tracks: "Olvida lo pasado" y "Números Rojos", respectivamente.
Se muda a España en 2006, donde se desarrolla como músico publicitario. Regresa a Argentina a fin de año y vuelve a incorporarse a "La García López". En 2007 arma Primatelectrico, una banda de powerpop y rock, de sonido contundente y claro, cuya principal característica es no utilizar guitarras, los sonidos se logran con bajos de distintas afinaciones. Primatelectrico está formada por Mariano Pollio en batería, Bruno Puricelli en voz y Freddy Valeriani en bajo y bajo píccolo. En vivo se presentaban con Gastón Cazaubon en bajo.
Está banda podría considerarse una continuidad de La Flama. Graba los bajos eléctricos y píccolos para el disco debut de Primatelectrico.
Editan el primer álbum de Primatelectrico A Despegar en el año 2008, con excelentes críticas en los medios especializados. El disco contiene 13 canciones. Fue grabado, arreglado, producido y mezclado por Freddy Valeriani.
Graba los bajos en el primer disco de Mane De La Parra en 2009. Se muda nuevamente a Madrid, España. Lugar en que reside hasta la fecha.  Trabaja como productor, músico sesionista y publicitario.

## Discografía Solista
- 1997 Freddy Valeriani.

Distribuido por Hotwire Records distribuido por Hotwire Records (Alemania).
- 2001 Moovies.

Editado por Global Entretainmant (México).
- 2005 Políticamente Incorrecto.

Publicitado en Europa por CSMPRO (Suiza) distribuido en Argentina por "Ultrapop" y en Europa por “European Bassday”.

## Discos en los que participa
- 1994 Magia, Manuel Wirzt.
- 1999 Bass Talk VI, compilado por HotWire Records Alemania.
- 1999 Paralelismos, La Volpini Band.
- 2000 Quitapenas, Javier Calamaro.
- 2001 Compliado FM Horizonte (México).
- 2002 Compilado de la edición N.º 30 de la revista Bassics (USA).
- 2006 Números Rojos, La García López.
- 2008 A Despegar, Primatelectrico (enlace roto disponible en Internet Archive; véase el historial, la primera versión y la última)..
- 2010 MANE, Mane de la Parra.

## Producciones
- 2000 Produce artísticamente, graba bajos y bajos píccolos en el CD del libro Funk Grooves - Workshop for Bass.

Editado por Advance Music. Material de estudio del Berklee College of Music de Boston.
- 2006 Produce, compone y graba Píccolos en el CD Números rojos” de Carlos García López.

Disco en el que participa Charly García cantando y tocando teclados en dos temas de Freddy Valeriani.
- 2007 Produce “My name is no one” de la cantante y pianista Natasha Tarasova.
- 2008 Produce y graba “A despegar" primera producción de Primatelectrico.